# トールビョルン・ヘッゲム
トールビョルン・ライサケール・ヘッゲム（Torbjørn Lysaker Heggem, 1999年1月12日 - ）は、ノルウェー・トロンハイム出身のサッカー選手。セリエA・ボローニャFC所属。ポジションはDF。

## クラブ経歴

### 母国リーグ時代
2014年にローゼンボリBKのユースチームに入団。2016年にトップチームに昇格し、ベンチ入り。2018年4月26日の国内カップ戦メスターフィナレンのリールストロムSK戦で、試合終了間際に起用され、プロデビュー。9月に正式にプロ契約を締結。同年シーズンはエリテセリエン出場無しのまま、2019年1月にランハイム・フォトバルへの1年間のローン移籍が決定。チームは2019年シーズン16位に終わりアデゴリーガエン (2部リーグ)降格となったものの、2020年1月に更にローン契約延長に合意。同年シーズンは30試合1ゴールを記録。
2021年1月26日、サンドネス・ウルフへの移籍が決定。2部リーグでのプレーながら、2年間活躍した。

### IFブロマポイカルナ
2022年12月22日、IFブロマポイカルナへの移籍が決まり、2023年1月に加入。加入1年目の2023年シーズンは28試合1ゴールを記録。

### ウェスト・ブロムウィッチ・アルビオン
2024年7月4日、ウェスト・ブロムウィッチ・アルビオンFCと3年契約を結んだ。

### ボローニャ
2025年8月15日、イタリアのボローニャFCに完全移籍した。クラブ初のノルウェー人選手となる。

## 代表経歴
2024年10月13日、UEFAネーションズリーグのオーストリア代表戦でA代表初出場。